# Santoniano
| Periodo                                                                                     | Epoca                | Piano          | Età (Ma)    |
| ------------------------------------------------------------------------------------------- | -------------------- | -------------- | ----------- |
| Paleogene                                                                                   | Paleocene            | Daniano        | Più recente |
| Cretacico                                                                                   | Cretacico superiore  | Maastrichtiano | 72,2 ±0,2   |
| Cretacico                                                                                   | Cretacico superiore  | Campaniano     | 83,6 ±0,2   |
| Cretacico                                                                                   | Cretacico superiore  | Santoniano     | 85,7 ±0,2   |
| Cretacico                                                                                   | Cretacico superiore  | Coniaciano     | 89,8 ±0,3   |
| Cretacico                                                                                   | Cretacico superiore  | Turoniano      | 93,9 ±0,2   |
| Cretacico                                                                                   | Cretacico superiore  | Cenomaniano    | 100,5 ±0,1  |
| Cretacico                                                                                   | Cretacico inferiore  | Albiano        | 113,2 ±0,3  |
| Cretacico                                                                                   | Cretacico inferiore  | Aptiano        | 121,4 ±0,6  |
| Cretacico                                                                                   | Cretacico inferiore  | Barremiano     | 125,77      |
| Cretacico                                                                                   | Cretacico inferiore  | Hauteriviano   | 132,6 ±0,6  |
| Cretacico                                                                                   | Cretacico inferiore  | Valanginiano   | 137,05 ±0,5 |
| Cretacico                                                                                   | Cretacico inferiore  | Berriasiano    | 143,1 ±0,6  |
| Giurassico                                                                                  | Giurassico superiore | Titoniano      | Più antico  |
| Suddivisione del Cretacico secondo la Commissione internazionale di stratigrafia dell'IUGS. |                      |                |             |

Nella scala dei tempi geologici, il Santoniano rappresenta il quarto dei sei piani o età in cui è suddiviso il Cretacico superiore, la seconda epoca dell'intero periodo Cretacico.
È compreso tra 85,8 ± 0,7 e 83,5 ± 0,7 milioni di anni fa (Ma), preceduto dal Coniaciano e seguito dal Campaniano.

## Definizioni stratigrafiche e GSSP
Il piano Santoniano fu definito dal geologo francese Henri Coquand nel 1857. Il suo nome deriva dalla cittadina francese di Saintes, nel dipartimento della Charente Marittima dove sono stati identificati gli affioramenti stratigrafici di riferimento.

### GSSP
Il GSSP, il profilo stratigrafico di riferimento della Commissione Internazionale di Stratigrafia, è stato formalmente inaugurato il 27 Novembre 2015.
Il GSSP della base del Santoniano è definito nella cava di "Cantera De Margas", a sud di Olazagutia, Navarra, in Spagna, a metà strada fra Bilbao e Pamplona, alle coordinate 42º 52′ 05.3″ N, 2º 11′ 40″ W.
La sezione lungo il lato orientale della cava di Cantera de Margas, ora inutilizzato, è composta da ca. 160 m di marne e calcari marnosi che vanno dal Coniaciano medio al Santoniano medio. La parte inferiore, più marnosa, appartiene al membro de La Barranca della Formazione El Zadorra; la parte superiore alla Formazione Olazagutia.
Il Limite inferiore del GSSP è definito l'evento di comparsa del bivalve inoceramidico Platyceramus undulatoplicatus, e come marker secondario si ha la comparsa del foraminifero planctonico Sigalia carpatica, il quale si trova 7m sotto il primo marker.
Il limite superiore, nonché base del successivo stadio Campaniano, è in corrispondenza dell'estinzione del crinoide Marsupites testudinarius.

### Suddivisioni
Il Santoniano è a volte ulteriormente suddiviso in tre sottostadi: Inferiore, Medio e Superiore.
Nel dominio Tetide, il Santoniano contiene un'unica biozona ammonitica, quella della Placenticeras polyopsis. Una biostratigrafia basata su bivalvi inoceramidi, nanoplancton e foraminiferi è invece più dettagliata.

## Paleontologia

### †Anchilosauri
| Ankylosauria del Santoniano | Ankylosauria del Santoniano | Ankylosauria del Santoniano | Ankylosauria del Santoniano | Ankylosauria del Santoniano |
| Taxa                        | Presenza                    | Localizzazione              | Descrizione                 | Immagine                    |
| --------------------------- | --------------------------- | --------------------------- | --------------------------- | --------------------------- |
| - Hungarosaurus             |                             |                             |                             |                             |
| - Pinacosaurus              |                             |                             |                             |                             |
| - Tsagantegia               |                             |                             |                             |                             |

### Uccelli
| Aves del Santoniano | Aves del Santoniano | Aves del Santoniano | Aves del Santoniano | Aves del Santoniano |
| Taxa                | Presenza            | Localizzazione      | Descrizione         | Immagine            |
| ------------------- | ------------------- | ------------------- | ------------------- | ------------------- |
| - Neuquenornis      |                     |                     |                     |                     |
| - Parahesperornis   |                     |                     |                     |                     |

### Pesci cartilaginei
| Chondrichthyes del Santoniano | Chondrichthyes del Santoniano | Chondrichthyes del Santoniano | Chondrichthyes del Santoniano | Chondrichthyes del Santoniano |
| Taxa                          | Presenza                      | Localizzazione                | Descrizione                   | Immagine                      |
| ----------------------------- | ----------------------------- | ----------------------------- | ----------------------------- | ----------------------------- |
| - †Hexanchus microdon         |                               |                               |                               |                               |
| - †Notidanodon                |                               |                               |                               |                               |
| - †Notidanoides               |                               |                               |                               |                               |

### †Ceratopsi
| Ceratopsia del Santoniano | Ceratopsia del Santoniano | Ceratopsia del Santoniano | Ceratopsia del Santoniano | Ceratopsia del Santoniano |
| Taxa                      | Presenza                  | Localizzazione            | Descrizione               | Immagine                  |
| ------------------------- | ------------------------- | ------------------------- | ------------------------- | ------------------------- |
| - Craspedodon             |                           |                           |                           |                           |
| - Graciliceratops         |                           |                           |                           |                           |
| - Udanoceratops           |                           |                           |                           |                           |

### Crocodilomorfi
| Crocodylomorpha del Santoniano | Crocodylomorpha del Santoniano | Crocodylomorpha del Santoniano | Crocodylomorpha del Santoniano | Crocodylomorpha del Santoniano |
| Taxa                           | Presenza                       | Localizzazione                 | Descrizione                    | Immagine                       |
| ------------------------------ | ------------------------------ | ------------------------------ | ------------------------------ | ------------------------------ |
| - †Notosuchus                  |                                |                                |                                |                                |
| - †Shamosuchus                 |                                |                                |                                |                                |

### Mammiferi
| Mammalia del Santoniano                    | Mammalia del Santoniano | Mammalia del Santoniano | Mammalia del Santoniano | Mammalia del Santoniano |
| Taxa                                       | Presenza                | Localizzazione          | Descrizione             | Immagine                |
| ------------------------------------------ | ----------------------- | ----------------------- | ----------------------- | ----------------------- |
| - Paracimexomys 1. †Paracimexomys magister |                         |                         |                         |                         |

### †Ornitopodi
| Ornithopoda del Santoniano | Ornithopoda del Santoniano | Ornithopoda del Santoniano | Ornithopoda del Santoniano | Ornithopoda del Santoniano |
| Taxa                       | Presenza                   | Localizzazione             | Descrizione                | Immagine                   |
| -------------------------- | -------------------------- | -------------------------- | -------------------------- | -------------------------- |
| - †Arstanosaurus           |                            |                            |                            |                            |
| - †Claosaurus              |                            |                            |                            |                            |
| - †Gryposaurus             |                            |                            |                            |                            |
| - †Nipponosaurus           |                            |                            |                            |                            |

### †Plesiosauri
| Plesiosauria del Santoniano | Plesiosauria del Santoniano                            | Plesiosauria del Santoniano       | Plesiosauria del Santoniano | Plesiosauria del Santoniano |
| Taxa                        | Presenza                                               | Localizzazione                    | Descrizione                 | Immagine                    |
| --------------------------- | ------------------------------------------------------ | --------------------------------- | --------------------------- | --------------------------- |
| - †Dolichorhynchops         | Dolichorhynchops osborni, dal Coniaciano al Campaniano | Calcare di Fort Hays, Kansas, USA |                             |                             |

### †Pterosauri
| Pterosauria del Santoniano | Pterosauria del Santoniano | Pterosauria del Santoniano | Pterosauria del Santoniano | Pterosauria del Santoniano |
| Taxa                       | Presenza                   | Localizzazione             | Descrizione                | Immagine                   |
| -------------------------- | -------------------------- | -------------------------- | -------------------------- | -------------------------- |
| - †Aralazhdarcho           |                            |                            |                            |                            |
| - †Bakonydraco             |                            |                            |                            |                            |

### †Sauropodi
| Sauropoda del Santoniano | Sauropoda del Santoniano | Sauropoda del Santoniano | Sauropoda del Santoniano | Sauropoda del Santoniano |
| Taxa                     | Presenza                 | Localizzazione           | Descrizione              | Immagine                 |
| ------------------------ | ------------------------ | ------------------------ | ------------------------ | ------------------------ |
| - †Quaesitosaurus        |                          |                          |                          |                          |

### Squamati
| Squamata del Santoniano                  | Squamata del Santoniano | Squamata del Santoniano | Squamata del Santoniano | Squamata del Santoniano |
| Taxa                                     | Presenza                | Localizzazione          | Descrizione             | Immagine                |
| ---------------------------------------- | ----------------------- | ----------------------- | ----------------------- | ----------------------- |
| †Eonatator                               |                         |                         |                         |                         |
| - Madtsoia 1. †Madtsoia madagascariensis |                         |                         |                         |                         |
| †Tylosaurus                              |                         |                         |                         |                         |

### †Teropodi (non-aviani)
| †Theropoda non-aviani del Santoniano | †Theropoda non-aviani del Santoniano | †Theropoda non-aviani del Santoniano | †Theropoda non-aviani del Santoniano | †Theropoda non-aviani del Santoniano |
| Taxa                                 | Presenza                             | Localizzazione                       | Descrizione                          | Immagine                             |
| ------------------------------------ | ------------------------------------ | ------------------------------------ | ------------------------------------ | ------------------------------------ |
| Achillesaurus                        |                                      |                                      |                                      |                                      |
| †Achillobator                        |                                      |                                      |                                      |                                      |
| †Alectrosaurus                       |                                      |                                      |                                      |                                      |
| †Apatornis                           |                                      |                                      |                                      |                                      |
| †Aucasaurus                          |                                      |                                      |                                      |                                      |
| †Erliansaurus                        |                                      |                                      |                                      |                                      |
| †Neimongosaurus                      |                                      |                                      |                                      |                                      |
| †Oviraptor                           |                                      |                                      |                                      |                                      |
| †Patagopteryx                        |                                      |                                      |                                      |                                      |
| †Saurornithoides                     |                                      |                                      |                                      |                                      |

### Flora
- Magnoliopsida

Dicotiledoni evolute
- - Droseraceae: †Palaeoaldrovanda